# Nadine Vinzens

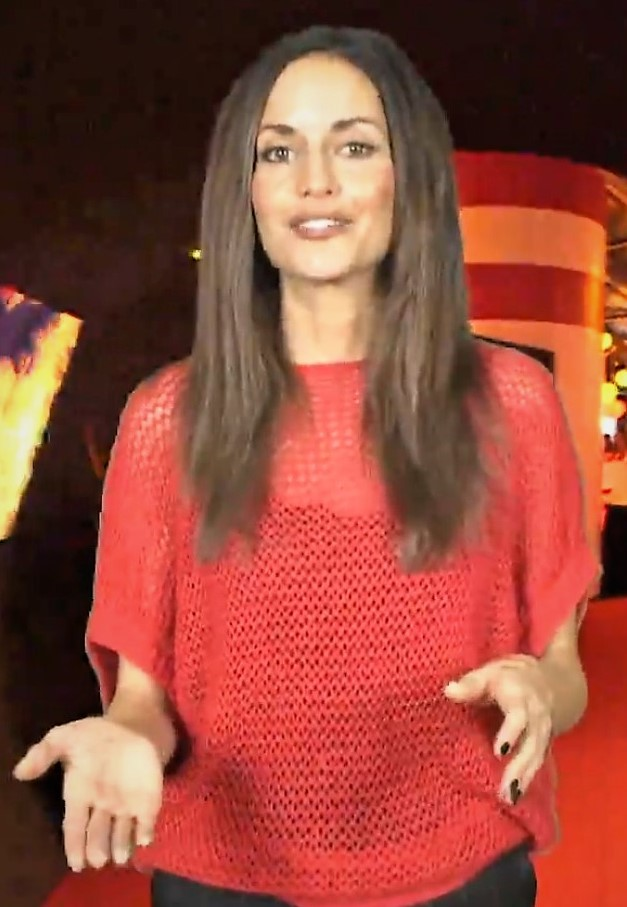
Nadine Vinzens, 2017

Nadine Vinzens (* 5. September 1983 in Chur, Kanton Graubünden) ist ein Schweizer Model und Schauspielerin. Sie war Miss Schweiz 2002.

## Ausbildung und Karriere
Von 1990 bis 1997 besuchte Vinzens die Primarschule, bis 2000 die Sekundarschule in Trimmis. Danach absolvierte sie eine Ausbildung zur kaufmännischen Angestellten.
2002 gewann Vinzens den Miss-Schweiz-Titel. Nach zwei Jahren als Laufstegmodel in Deutschland, der Schweiz und Südafrika zog sie 2004 nach Los Angeles und versuchte vergeblich, ins US-amerikanische Showgeschäft einzusteigen.
Von 2005 bis 2008 war Vinzens mit dem US-amerikanischen Punk-Musiker Neshawn Hubbard verheiratet.
In der Schweizer Produktion Mary & Johnny, einer Adaption des dramatischen Klassikers Kasimir und Karoline von Ödön von Horváth, spielte sie die weibliche Haupt- und zugleich Titelrolle Mary. Der Film lief im Juli 2012 in den Schweizer Kinos.
Im Sommer 2020 lebte sie in Miami und Zürich und war mit dem britischen DJ Mark Reeve liiert.